# 徐锦航
徐锦航（1934年—），女，浙江余姚人，中国化学家、发明家，曾任北京工业大学高级工程师、博士生导师。